# Jframe
JFrame es una clase utilizada en Swing (biblioteca gráfica) para generar ventanas sobre las cuales añadir distintos objetos con los que podrá interactuar o no el usuario. A diferencia de JPanel, JFrame posee algunas nociones típicas de una ventana como minimizar, cerrar, maximizar y poder moverla.

## Herencia de JFrame
JFrame es una subclase que extiende de la clase Frame y que implementa WindowConstants, Accessible y RootPaneContainer.

## Constructores
Existen 4 tipos de constructores para inicializar un objeto JFrame:
- JFrame(): Construye un nuevo marco que es inicialmente invisible.
- JFrame(GraphicsConfiguration): Crea una ventana con la configuración gráfica especificada en el objeto GraphicsConfiguration.
- JFrame(Cadena de texto): Crea una nueva ventana a la que se le pone por título la cadena de texto que se le indique.
- JFrame(Cadena de texto, GraphicsConfiguration): Crea una nueva ventana con el título y la configuración gráfica especificados.

## Métodos propios de la clase
Además de los métodos heredados, JFrame implementa una serie de métodos propios de esta, que se describen a continuación:
- addImpl(Component comp, Object constraints, int index): Añade el componente especificado al JFrame.
- createRootPane(): Crea un Panel por defecto por medio de una llamada al constructor.
- frameInit(): Llama a los constructores para inicializar el JFrame correctamente.
- getAccessibleContext(): Obtiene el AccessibleContext asociado a dicho JFrame.
- getContentPane(): Devuelve el contenido del JFrame.
- getDefaultCloseOperation(): Devuelve la operación por defecto cuando se cierra el JFrame.
- getGlassPane(): Devuelve el objeto glassPane que corresponde a este JFrame.
- getGraphics(): Obtiene las características gráficas del JFrame.
- getJMenuBar(): Devuelve la barra de menús del JFrame.
- getLayeredPane(): Obtiene el objeto layeredPane  del JFrame.
- getRootPane(): Obtiene el objeto rootPane del JFrame.
- getTransferHandler(): Devuelve el objeto transferHandler del JFrame.
- isDefaultLookAndFeelDecorated(): Comprueba si la apariencia de la ventana JFrame es la apariencia por defecto; en caso afirmativo será cierto.
- isRootPaneCheckingEnabled(): Devuelve un valor de cierto si las llamadas add y setLayout se remiten a la contentPane.
- paramString(): Devuelve una representación en cadena de texto del JFrame.
- processWindowEvent(WindowEvent e): Procesa los eventos que se producen en el JFrame.
- remove(Component comp): Elimina el componente que se especifica de la ventana JFrame.
- repaint(long time, int x, int y, int width, int height): Redibuja el rectángulo especificado del JFrame en el tiempo indicado en milisegundos.
- setContentPane(Container contentPane): Establece el contentPane especificado en JFrame.
- setDefaultCloseOperation(int operation): Especifica la operación por defecto al cerrar el JFrame.
- setDefaultLookAndFeelDecorated(boolean defaultLookAndFeelDecorated): Establece la apariencia que debe tener el JFrame, como bordes, botones para distintos usos, título...
- setGlassPane(Component glassPane): Establece las propiedades del objeto glassPane.
- setIconImage(Image image): Define el icono que se mostrará en la parte superior izquierda del marco del JFrame.
- setJMenuBar(JMenuBar menubar): Establece la barra de menús del JFrame.
- setLayeredPane(JLayeredPane layeredPane): Define el objeto layeredPane del JFrame.
- setLayout(LayoutManager manager): Establece la forma en que se mostrarán los distintos objetos añadidos al JFrame.
- setRootPane(JRootPane root): Establece el rootPane de la ventana .
- setRootPaneCheckingEnabled(boolean enabled): Establece si las llamadas add y setLayout se remiten o no a la contentPane.
- setTransferHandler(TransferHandler newHandler): Define el transferHandler, que es un mecanismo de soporte de transferencia de datos dentro del JFrame.
- update(Graphics g): Hace una llamada al método paint(g).